# Villemurlin
Villemurlin é uma comuna francesa na região administrativa do Centro, no departamento Loiret. Estende-se por uma área de 47,3 km². Em 2010 a comuna tinha 587 habitantes (densidade: 12,4 hab./km²).